# Menaldum
Menaldum (officieel, Fries: Menaam) is een dorp in de gemeente Waadhoeke, Nederlandse provincie Friesland. Menaldum ligt tussen Leeuwarden en Franeker, ten noorden van Dronrijp aan de Menaldumervaart.
In 2023 had het dorp 2.795 inwoners. Tot 2018 was Menaldum de hoofdplaats van de voormalige gemeente Menaldumadeel. 

## Geschiedenis

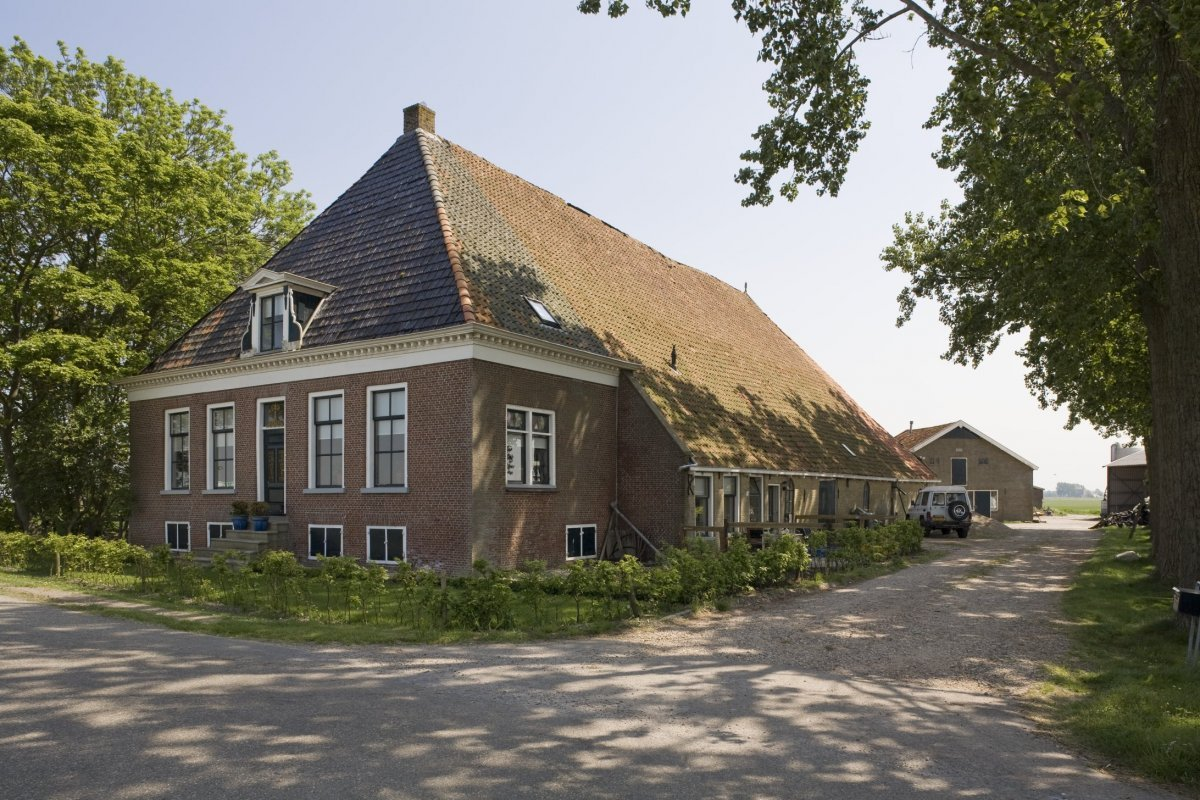
Boerderij

Menaldum is een terpdorp en is enkele eeuwen voor het begin van de jaartelling op de kwelderwal tussen Dronrijp en Beetgum ontstaan.
De bebouwing concentreerde zich om de kerk, behalve aan de zuidoostelijke zijde, want daar stond Orxmastate. De Tegenwoordige Staat van Friesland meldde in 1786: 'Dit dorp heeft eene schoone kerk en toren, op eene groote hoogte gebouwd, en voor weinige jaaren merkelyk versierd. De buurtt ligt byna cirkelswyze ten Westen, Noorden en Oosten om de kerk, en ten Zuiden de aanzienlyke State Orxma, ook Dekema genoemd, bestaande in eene schoone oude uit het water opgehaalde huizinge en eene ruime wel aangelegde plantagie, hovinge, cingels.' Orxmastate, een van de vele staten die bij of in de omgeving van Menaldum stonden, is in 1830 gesloopt.
Hoewel Berlikum de oudste papieren leek te hebben en ook Dronrijp zich tot dorp van betekenis ontwikkelde, werd Menaldum de hoofdplaats van de grietenij.
Aan het einde van de 19de eeuw zijn stukken van de terp afgegraven. Het dorp was ontsloten door de Menaldumervaart die bij Marssum overging in de Ballensvaart richting Harlingertrekvaart. Langs deze vaart ontwikkelde zich aan Lytsebuorren, Lytsedyk en Langpaed bebouwing. Ook ten oosten van de oude kern en aan de vaart gelegen Warnserbuorren, was al in de 18de eeuw tot ontwikkeling gekomen. Vanaf de tweede helft van de 19de eeuw kwam er bovendien lintbebouwing langs de geleidelijk verharde uitvalswegen: Dyksterbuorren, Rypsterdyk en Bitgumerdyk en daarna ook Ljochtmisdyk.
De Menaldumers waren actief in de landbouw, de aardappelteelt in het bijzonder. In het begin van de 20e eeuw stond het gebouw van de aardappelveiling aan de Lytsedyk. Daar staat nog het café, dat niet meer als café dienstdoet, De Aardappelbeurs. Maar ook de tuinbouw was van belang, vooral aan de Berlikumer zijde waar veel gardeniersbedrijven waren te vinden. Later ontstonden hier een kassengebied.
In de tweede helft van de 19de eeuw groeide het inwonertal sterk en aan de belangrijke straten, zoals Dyksterbuorren, en uitvalswegen staan de representatieve woningen uit het einde van de 19de in mengstijl en het begin van de 20e eeuw in vernieuwingsstijl en ook enkele in chaletstijl. De eerste volkshuisvesting kwam aan de Ljochtmisdyk. Na de Tweede Wereldoorlog is Menaldum sterk gegroeid aan de noordwest- en zuidzijde.
Op 8 juli 1993 werd Menaldum getroffen door een zware brand in de serviceflat Gralda State. Drie inwoners kwamen om het leven, een vierde raakte zwaar gewond.

## Bereikbaarheid
Menaldum is uitstekend te bereiken met de auto aangezien de plaats op enkele kilometers van de A31 tussen Leeuwarden en Harlingen ligt.
Met het openbaar vervoer is Menaldum te bereiken door gebruik te maken van lijn 97 (Leeuwarden - Franeker - Harlingen v.v.).
Menaldum bevindt zich aan de Menaldumervaart. Vanaf het Van Harinxmakanaal is deze vaart bevaarbaar. Menaldum ligt aan de Kleiroute.

## Gebouwen

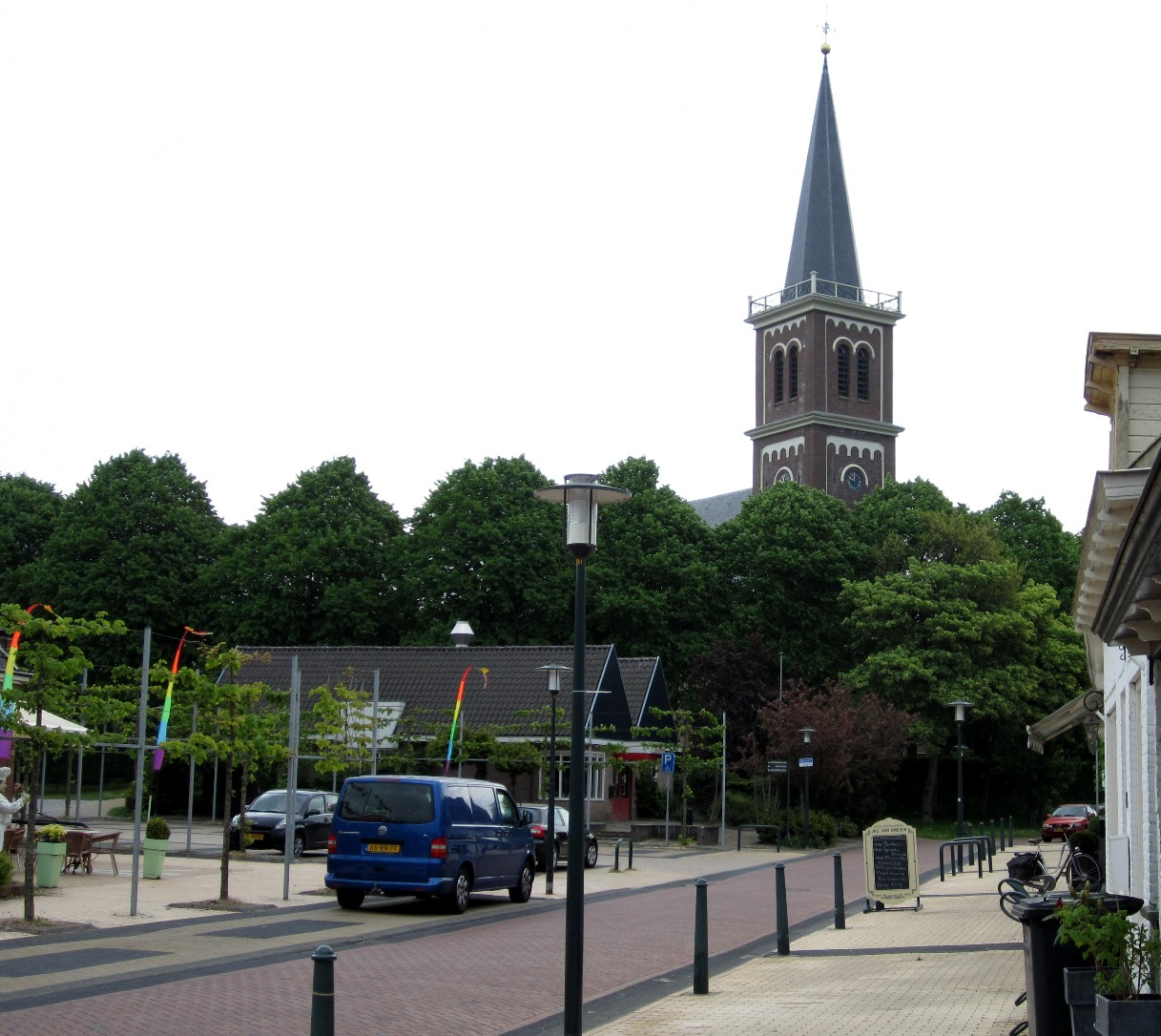
Greate Buorren

In het centrum van het dorp staat aan de Dyksterbuorren nabij de vaart het voormalig gemeentehuis. Het gemeentehuis is gebouwd in 1841 - 1843 en is een ontwerp van architect Thomas Romein. Het gebouw is in neoclassicistische stijl met een ingangspartij die geflankeerd wordt door gietijzeren Toscaanse zuilen met daarboven in de iets vooruitspringende middenpartij een drieledig venster met halfzuilen. Het gebouw wordt beëindigd door een kroonlijst en een attiek.
De op een hoog en ruim kerkhof staat de kerk van Menaldum. De kerk is een robuust gebouw dat in 1874 op de fundamenten van de vorige, aan de Heilige Lambertus gewijde, kerk is opgericht. De oude pastorie staat aan de Mieddyk op een omgracht erf. Het is een uit 1838 daterende flinke neoclassicistische middengangwoning. Aan de Greate Buorren staan twee 18de-eeuwse woningen.

## Molens

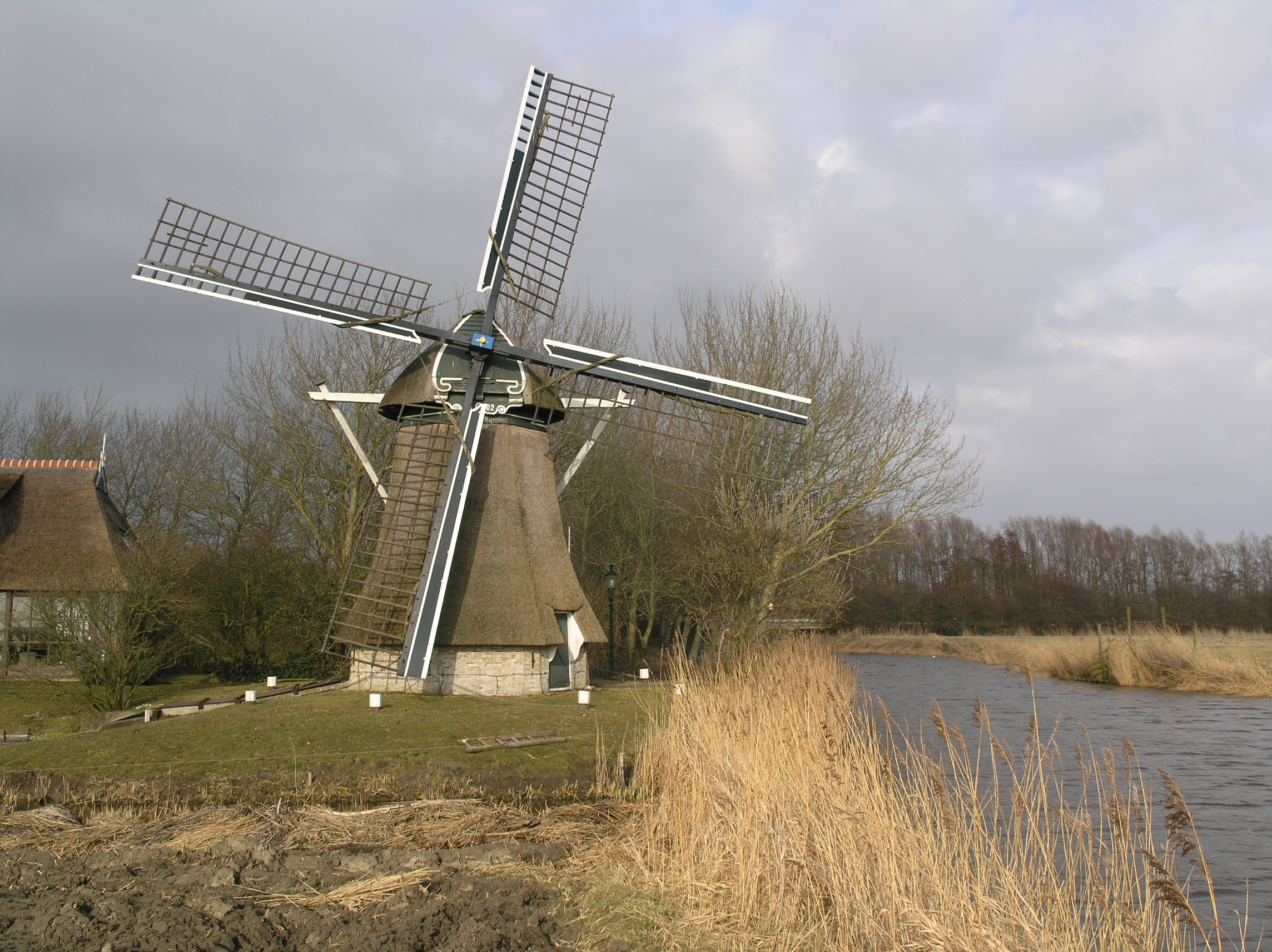
De Kievit

Nabij het dorp staan de poldermolens De Kievit (1802) en De Rentmeester (1833/1981).

## Schatzenburg
Recreatiegebied Schatzenburg ligt in het zuiden van Menaldum. Het gebied was oorspronkelijk een buitenplaats. Er bevinden zich hier een bungalowpark en camping met zwembad en enkele sportfaciliteiten.

## Sport

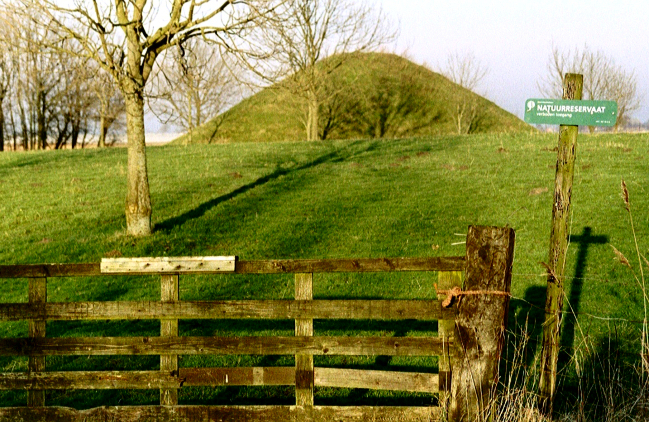
De Stinswier

Er zijn diverse sportverenigingen in Menaldum, zoals de voetbalvereniging VV Foarút, tennisvereniging TV Schatzenburg, kaatsvereniging VvV Menaem, Hengelsportvereniging De Deinende Dobber, IJsclub D.O.W, dansvereniging UNITAS en volleybalvereniging DSVS.

## Cultuur

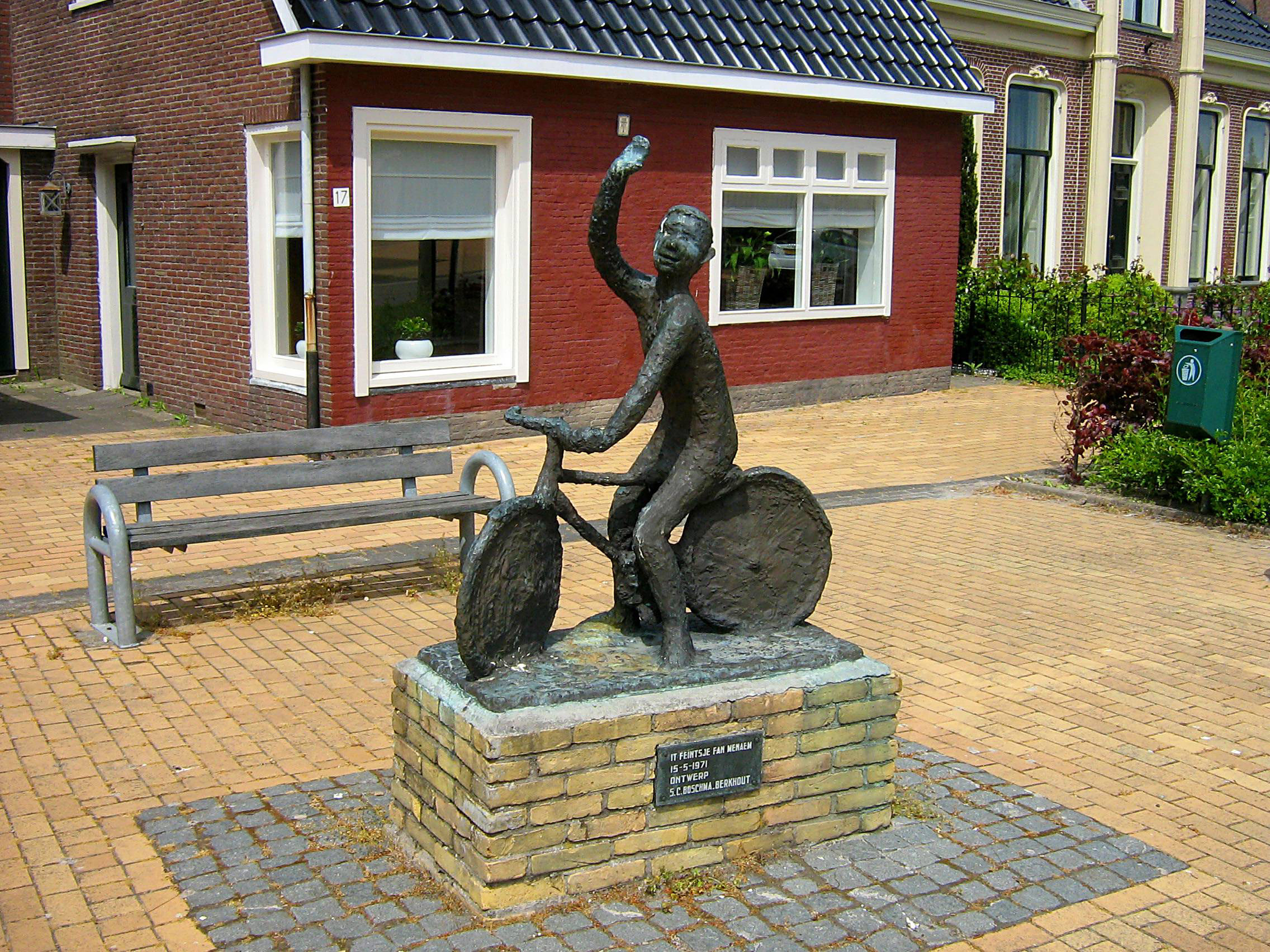
Beeld It feintsje fan Menaam, van Suze Boschma-Berkhout uit 1971

Er zijn meerdere muziekverenigingen: drum- en showfanfare CMH Menaldum, Brassband Halleluja, Dweilorkest De Menaemer Feintjes en fanfare Constantia. Verder is er de volksdansgroep Tarantella.

## Onderwijs
Er zijn twee basisscholen, de Openbare Basisschool (OBS) De Cingel en de Christelijke Basisschool (CBS) Eben-Haëzer.

## Geboren in Menaldum
- Barbara van Juckema (1608-1667), klopje in Haarlem, van Friese adellijke afkomst
- Jouke Bakker (1873-1956), Tweede Kamerlid voor de CHU (1918-1945)
- Geert Stapenséa (1877-1948), architect
- Tjeerd Venstra (1889-1977), architect
- Hendrik Wielenga (1904-1941), verzetsstrijder
- Jacob Bakker (1908-1975), politicus en burgemeester, zoon van Jouke Bakker
- Kobus Algra (1948-2014), zanger en accordeonist van de Wiko's
- Sije Visser (1950), voetballer en voetbalbestuurder
- Wiebe Wieling (1955), sportbestuurder en onderwijsbestuurder

## Woonachtig geweest
- Lieke Wevers (1991), turnster
- Sanne Wevers (1991), turnster